# Arne Söderberg
Arne Axel Reinhold (Lill-Arne) Söderberg, född den 28 mars 1924 i Maria församling i Stockholm, död den 13 juni 1989 i Bandhagen, var en svensk musiker, musiklärare och kompositör.

## Biografi
Lill-Arne Söderberg började spela dragspel som tioåring och redan året därpå blev han fyra i svenska juniormästerskapen på Auditorium i Stockholm. År 1939 engagerades han av Sven Paddock och Åke Söderblom för medverkan i Vårat gäng. Då bildades Lill-Arnes Svänggäng. Han medverkade i Vårat gäng fram till sin militärtjänst 1944. Hans scenpersonlighet var den gladlynte ur-stockholmaren som inte hade några sorger. Senare hade han egen orkester och spelade dansmusik både i Sverige och utlandet. 
Debuten som kompositör var i filmen Södertoner 1944 och han fortsatte att komponera. Han hade även filmroller exempelvis i filmerna Springpojkar är vi allihopa 1941 och Vårat gäng 1942.
Vårat gäng gjorde, till stor del på hans initiativ, en kortare come-back 1983 med konserter på Södra Teatern i Stockholm. Söderberg är begravd på Skogskyrkogården i Stockholm.

## Filmografi (urval)[5]
- 1941 – Gatans serenad
- 1942 – Vårat gäng
- 1954 – Simon Syndaren
- 1955 – Den glade skomakaren
- 1959 – 91:an Karlsson muckar (tror han)

## Diskografi (LP och CD)
- New accordion sound. LP. Cupol : CLP 20/30. U.å.
- Oh! Lill-Arne Söderberg Accordion with background. LP. Cupol : CLPS 34/30. U.å. Svensk mediedatabas
- Svängiga minnen. LP. Koster : KLPS 111. 1980. Svensk mediedatabas
- Vårat gäng på Södra teatern 1983. LP. Pi records : PILP 004. 1983. Svensk mediedatabas
- Svängiga minnen med "Lill"-Arne och "Siljabloo" samt gänget. CD. Koster : CD 6036. 1994. Svensk mediedatabas